# バングラデシュ・オブザーバー
『ザ・バングラデシュ・オブザーバー』(The Bangladesh Observer) は、1949年にハミドゥル・フク・チョードリーが創刊した、バングラデシュで最も古い歴史をもち、継続的に発行されていた日刊の英字新聞であったが、2010年6月に廃刊となった。

## 歴史
1949年に『ザ・パキスタン・オブザーバー (The Pakistan Observer)』として創刊されたこの新聞は、一貫して、独立した社論を維持したが、これはオーナーであったハミドゥル・フク・チョードリーと、同紙の編集長を長く務めたアブドゥス・サラムの人格によるもので、この地域における波乱の大きい歴史を考慮すれば適切な立ち位置であった。同紙の初代の編集長は、モハマド・シェハブラー (Mohammad Shehabullah) であった。これを引き継いだアブドゥス・サラムは、1949年から1972年まで、『パキスタン・オブザーバー』の編集長を務めた。
東パキスタン政府は、1952年2月に、規制力の強い公安法 (Public Safety Act) に基づいて、この新聞の発行を差し止め休刊させた。これは、同紙が、東パキスタンにおける言語運動や自治拡大の要求を、強く支持していたことに対する反発であった。当時、ハミドゥル・フク・チョードリーとアブドゥス・サラムは、報道の声を抑え込もうとしたパキスタン政府によって逮捕された。1954年5月、選挙で地滑り的勝利を挙げた統一戦線 (United Front) 政府は、発行差し止めを撤回した。1960年代はじめ、東パキスタンの自治拡大を支持していた同紙は、アユーブ・ハーン将軍の軍事政権によってブラックリストに載せられ、政府関係の広告出稿が止められた。
バングラデシュの建国直後、1971年12月に、『ザ・パキスタン・オブザーバー』は『バングラデシュ・オブザーバー』と改称した。1972年1月には、経営権がバングラデシュ政府に接収された。フセイン・モハンマド・エルシャド将軍の軍事政権は、1984年1月に同紙を元のオーナーであるハミドゥル・フク・チョードリーに返還した。2010年6月8日、『バングラデシュ・オブザーバー』は廃刊を発表した。